# 매그넘 포토스

매그넘 포토스의 로고

매그넘 포토스(Magnum Photos)는 세계적으로 유명한 보도사진가들로 구성된 자유 보도사진 작가 그룹이다.
'매그넘'은 크다란 뜻을 가진 라틴어로, 창립 시 '세상을 있는 그대로 기록한다'라는 기치를 내걸었으며 20세기 포토저널리즘을 대표해왔다. 앙리 카르티에 브레송(Henri Cartier-Bresson), 로버트 카파(Robert Capa), 데이비드 시무어(David Seymour), 조지 로저(George Rodger) 등의 사진가들이 1947년에 설립했으며, 속한 회원들의 작품저작권을 지키고 사진의 자율성을 보장받기 위한 것이 설립취지였다. 또한 사진작품들을 언론사에 판매하는 목적이 있는 사진통신사이기도 했다. 언론사의 전속 사진가와 다르게 자유로운 자신의 입장과 방향을 추구할 수 있어 작품에서도 자신들의 개성과 특징이 잘 드러났다.  매그넘은 까다로운 회원 가입 기준을 가지고 있는데, 아시아권에서는 일본, 인도, 중화민국, 이란이 회원을 배출했으며 대한민국에서는 회원이 없다.
1989년에 창립후부터 1988년까지의 작업을 정리한 창립 40주년 기념 전시 'In Our Time'전을 개최하였고, 그 이후에 1990년부터 2000년까지 20세기의 마지막 10년을 기록한 'Our Turning World'전이 전시되었다. 이 전시는 창립 50주년을 기념하기 위해 기획된 세계 순회전으로 총 451점의 작품을 선보였다. 한국에서의 매그넘 포토스 전시회는 2001년 'Our Turning World'전 외에 1958년과 1993년에 열린 전시회가 있고, 2008년 7월~8월 <한겨레> 창간 20돌 기념사업으로 20명의 매그넘 사진가들이 20가지 주제를 통해 한국을 찍어 전시회를 열고 사진집을 발간하는 '매그넘이 본 한국(Korea As Seen By Magnum Photographers)' 전시회를 예술의 전당에서 가졌다. 2016년 1월 16일부터 4월 16일까지 한미사진미술관에서 'MAGNUM CONTACT SHEETS'전을 개최했다.

## 같이 보기
- 앙리 카르티에 브레송
- 로버트 카파
- 데이비드 시무어